# 木厂镇 (六安市)
木厂镇，是中华人民共和国安徽省六安市金安区下辖的一个乡镇级行政单位。

## 行政区划
木厂镇下辖以下地区：
街道社区、新塘村、孟岗村、石闸村、旗杆村、高潮村、五里桥村、鲍兴村、北三十铺村、新庄村、潘新村、兔耳岗村、桂花村、姜圩村、吴大圩村、杨桥村和岗郢村。